# Ilattia sordida
Ilattia sordida là một loài bướm đêm trong họ Noctuidae.